# Trinity Racing
Trinity Racing (UCI kód: TRI) je britský cyklistický UCI Continental tým, jenž vznikl v roce 2018 jako převážně cyklokrosový tým. V roce 2020 tým expandoval do silniční cyklistiky a v roce 2021 i do oblasti horských kol.

## Soupiska týmu
K 1. srpnu 2023
- Adrien Boichis (FRA) (* 2. ledna 2003)
- Fergus Browning (AUS) (* 4. prosince 2003)
- Robert Donaldson (GBR) (* 8. dubna 2002)
- Camilo Andrés Gómez (COL) (* 29. dubna 2003)
- Dean Harvey (IRL) (* 15. března 2003)
- Liam Johnston (AUS) (* 6. června 2002)
- Luke Lamperti (USA) (* 31. prosince 2002)
- Paul Magnier (FRA) (* 14. dubna 2004)
- Kevin Mccambridge (IRL) (* 30. října 2001)
- Tobias Risan Nakken (NOR) (* 3. září 2004)
- Lukas Nerurkar (GBR) (* 14. listopadu 2003)
- Finlay Pickering (GBR) (* 27. ledna 2003)
- Joseph Pidcock (GBR) (* 20. března 2002)
- Oliver Rees (GBR) (* 16. března 2001)
- Hugo Rodríguez (COL) (* 12. února 2004)
- William Smith (GBR) (* 21. března 2004)
- Callum Thornley (GBR) (* 5. srpna 2003)
- Martin Vidaurre (CHI) (* 18. února 2000)
- Max Walker (GBR) (* 12. července 2001)